# 李文進
李文進（1508年—1562年4月24日），字先之，號同野，四川重慶府巴縣人，明朝政治人物。

## 生平
四川鄉試第二十七名舉人，嘉靖十四年（1535年）乙未科進士。授浙江衢州府推官。十九年十月選為吏科給事中，陳述對邊疆治理的策略十二事，多見採納。當時北京有僧號通法師者，在天寧寺聚眾說法，李文進上言要求一律禁止，被採納。二十四年五月与监察御史趙炳然往宣大山西三镇清查钱粮。二十五年四月升禮科右，十一月以宗室朱充灼谋反案，升俸一级。
嘉靖三十一年（1552年），李文進成為浙江按察副使，巡視海道，与参将汤克宽、俞大猷等人围剿倭寇，三十五年正月被劾听勘，十二月在尚書趙文華举荐下重新起用，改岢嵐兵備，升山西按察使，嘉靖三十八年（1559年）拜為右僉都御史，巡撫大同。
嘉靖三十八年（1559年）九月，俺答入犯宣府洗馬林及蔚州川，文進督兵策應，以功賞金幣。李文進也因軍功蔭一子為國子生。进右副都御史，三十九年十一月改任总督宣大山西等处军务兼理粮饷。嘉靖四十一年三月乙巳（1562年4月24日）卒於官。詔錄其邊功。賜祭葬。

## 家族
曾祖李洪，祖李源潔，父李邦，母江氏（贈宜人）；繼母馬氏（封宜人）。